# Karel van der Heijden
Karel van der Heijden (Batavia, 12 januari 1826 – Bronbeek, 26 januari 1900) was een Nederlandse generaal. Zijn naam wordt ook wel gespeld als "Van der Heyden".

## Vroege jaren
De jonge Van der Heijden werd in Nederland opgevoed en bezocht een Arnhemse kostschool waarna hij in 1841 dienst nam in het Koninklijk Nederlandsch-Indisch Leger (KNIL). In 1848 maakte hij als sergeant de tweede expeditie tegen Bali mee, en in 1849 de derde expeditie tegen Bali. Op 11 december van dat jaar werd hij benoemd tot ridder in de Militaire Willems-Orde. In 1850 legde hij met goed gevolg zijn officiersexamen af en nam nog in hetzelfde jaar als luitenant deel aan de gevechten in Palembang. In 1859 werd hij controleur in de Zuidoostelijke Afdeling van Borneo en maakte daar als kapitein der infanterie de guerrillaoorlog mee van Bandjirmasin tegen de Nederlandse bezetting. In 1863 werd Van der Heijden bevorderd tot officier in de Militaire Willems-Orde.
In 1865 vertrok hij met verlof naar Europa en in juli en augustus 1866 maakte hij als gast van de Franse regering de jaarlijkse legermanoeuvres rond Châlons-sur-Marne bij. Het jaar daarop publiceerde hij een boek over zijn ervaringen: Het kamp van Chalons-sur-Marne in de maanden Juli en Augustus 1866.

## Atjeh
In 1867 werd hij benoemd tot majoor en gewestelijk militair commandant van Banka. In 1872 werd hij luitenant-kolonel en in deze rang nam hij in 1874 deel aan de campagne om de Atjehse kraton te veroveren. Generaal Köhler was dat in 1873 niet gelukt. Op 23 januari 1874 raakte kolonel Van der Heijden tijdens deze tweede expeditie naar Atjeh vrij ernstig gewond. Hij kreeg een schampschot langs de rechterlies en onderbuik, maar herstelde van deze verwondingen.
Daarna was hij militair commandant in Semarang en Padang. In 1877 werd hij benoemd tot kolonel. In juni van dat jaar werd hij waarnemend militair en civiel gezaghebber in Atjeh. Tijdens de expeditie naar Samalangan en Meureudoe verloor hij op 26 augustus 1877 in de strijd een oog. Op 22 september werd hij benoemd tot commandeur in de Militaire Willems-Orde vanwege het onderwerpen en voor de handel openen van Samalangan. In januari 1878 werd kolonel Van der Heijden benoemd tot gouverneur en militair bevelhebber in Atjeh.
Waar eerdere pogingen om Atjeh te veroveren hadden gefaald, behaalde Van der Heijden successen. Drie colonnes van het KNIL, aangevuld met marechaussee, drongen Groot Atjeh binnen, het gebied dat onmiddellijk achter Kota Radja lag. De tijdens deze expeditie tot generaal-majoor bevorderde Van der Heijden drong met zijn manschappen dertig kilometer landinwaarts door. Maar ook deze veldtocht, die tot augustus 1879 duurde en gepaard ging met grote verwoestingen en zware verliezen aan beide zijden, bracht de Atjehers niet definitief op de knieën. Van der Heijden liet daarom een bezettingsmacht van 6000 militairen achter.
De opdracht aan Van der Heijden was de Atjehers een ‘voorbeeldlooze tuchtiging’ toe te dienen vanwege hun verzet. Volgens een schatting van generaal Jan van Swieten, een tegenstander van de harde aanpak, kwam deze tuchtiging neer op het platbranden van 400 tot 500 kampongs en vernieling van alle vruchtbomen en gewassen op de velden. Daarmee ontnam Van der Heijden de bevolking haar middelen van bestaan. Zijn optreden kostte, alweer volgens Van Swieten, 30.000 Atjehers het leven. Dankzij deze aanpak luwde het verzet inderdaad.
In januari 1880 werd Van der Heijden tot luitenant-generaal bevorderd. Atjeh was nu een gebied waar weinig werd gevochten en waar handel en landbouw zich weer herstelden. "Generaal Eenoog", zoals de inheemse bevolking hem noemde, kreeg van de regering niet de gelegenheid om zijn werk af te maken en ook de laatste tegenstand neer te slaan. Gouverneur-generaal Johan Wilhelm van Lansberge meende dat de oorlog al voorbij was en de Nederlandse regering zag dat Van der Heijdens wijze van oorlogvoering veel geld kostte. Begin maart 1881 werd Van der Heijden, ondanks zijn tegenwerpingen, eervol ontheven van het ambt van Gouverneur van Atjeh en Onderhorigheden en op 17 maart ook van zijn functie als militair bevelhebber op Noordelijk Sumatra. Van der Heijden ontving het Grootkruis van de Orde van de Gouden Leeuw van Nassau. Het bestuur werd overgenomen door burgers onder leiding van de civiele gouverneur Abraham Pruijs van der Hoeven en het verzet laaide weer op.

## Verlof
In 1881 vertrok Van der Heijden voor een jaar verlof naar Nederland. Hij zou zijn geboorteland niet meer terug zien. Nadat hij op 1 februari 1882 op eigen verzoek was gepensioneerd, werd hij in 1887 op aandrang van de koning commandant van het Koninklijk Koloniaal Militair Invalidenhuis te Bronbeek, bij Arnhem.
Van der Heijden was adjudant van Willem III en van Koningin Wilhelmina en stond bij de Oranjes zeer in de gunst. Hij werd door koningin-regentes Emma in aanwezigheid van de jonge Wilhelmina op 6 juli 1895 persoonlijk toegesproken bij het verlenen van de Lombokkruisen. Een van deze kruisen was - postuum - voor de op Lombok gesneuvelde zoon van de bejaarde generaal bestemd. In 1898 werd Van der Heijden uitverkoren om tijdens de inhuldiging van Wilhelmina het Rijkszwaard te dragen.
Op 17 november 1887 werd Van der Heijden benoemd tot commandant van Bronbeek. Zijn adjudant en vriend was daar majoor Schwing. In juni 1891 werd hij benoemd tot adjudant van H.M. de Koningin in buitengewone dienst. Op 18 november 1894 sneuvelde zijn zoon Hubert Adrien Charles tijdens de Lombok-expeditie. Vroeg in het jaar 1900 werd Van der Heijden ernstig ziek en overleed op 26 januari. Hij ligt begraven op de Arnhemse begraafplaats Moscowa. Als commandant van Bronbeek werd hij opgevolgd door luitenant-kolonel Van Heurn.
Van der Heijden publiceerde onder meer Het Kamp van Chalons-sur-Marne in de maanden juli en aug. 1866 (1867), Memorie van luitenant generaal K. van der Heijden, naar aanleiding van het voorgevallene op 18 november 1881 in de tweede kamer der Staten Generaal.  (1881) en de De Militaire dagjournalen betreffende de Atjeh-oorlog door de commandant. Zijn zoon Eduard Charles werd voor zijn verrichtingen tijdens de Lombok-expeditie, waar zijn broer Hubert sneuvelde, benoemd tot ridder in de Militaire Willems-Orde.

## Onderscheidingen
In 1882 ontving Van der Heijden het Grootkruis in de Orde van de Eikenkroon. Hij was ook Ridder in de Orde van de Nederlandse Leeuw, drager van het Ereteken voor Belangrijke Krijgsbedrijven met vier gespen en de Atjeh-medaille 1873-1874. Als oud-officier én onderofficier droeg hij zowel het Onderscheidingsteken voor Langdurige, Eerlijke en Trouwe Dienst als onderofficier, als het Onderscheidingsteken voor langdurige dienst als officier. Frankrijk maakte hem Officier in de "Ordre l’Instruction Publique"

## Vernoeming
In 1937 werd de vereniging die voor de wandelclubs van de Amsterdamse NSB de deelname aan de Vierdaagse in Nijmegen organiseerde, naar hem vernoemd: Algemeene Vierdaagse Vereeniging 'Generaal Karel van der Heijden'.

## Decoraties

Van der Heijden ten tijde van de expeditie naar de Zuider- en Oosterafdeling van Borneo

- 1849. Ridder der Militaire Willemsorde vierde klasse (Koninklijk Besluit 11 december 1849, nr. 44): krijgsverrichtingen tegen Bali.[8]
- 1863. Ridder der Militaire Willemsorde derde klasse (Koninklijk Besluit 7 maart 1863, nr. 68): krijgsverrichtingen van Borneo in 1860 en 1861.[9]
- 1864. Krijgsonderscheidingen in de zuider -en ooster afdeling van Borneo.
- 1867. Onderscheidingsteken voor langdurige Nederlandse dienst als officier (gouvernementsbesluit, 28 november 1867).
- Ereteken voor belangrijke krijgsbedrijven 1848-1849 (Bali), 1850-1863 (Zuidoostkust van Borneo), 1873-1874 (Atjeh) en 1877 (Samalangan).
- 1874. Ridder in de Orde van de Nederlandse Leeuw (onderscheiden bij de tweede expeditie tegen het rijk van Atjeh, Koninklijk Besluit 6 oktober 1874).
- Atjeh-medaille 1873-1874.
- 1877. Commandeur der Militaire Willemsorde (als blijk van zijner majesteits hoge tevredenheid waarop hij de onlangs tegen Samalangan (noordkust Atjeh) ondernomen expeditie heeft aangevoerd. Koninklijk Besluit 22 september 1877).[10]
- 1879. Bij telegram d.d. 20 juni 1879 van de gouverneur-generaal de bijzondere tevredenheidsbetuiging van ZM de koning wegens de vermeestering van Glei-eng.
- 1881, Betuiging van waardering en dank der regering voor de krachtige leiding gedurende de tijd dat hij belast is geweest met het ambt van gouverneur van Atjeh en onderhorigheden, tevens militair bevelhebber aldaar (kabinetsmissive van de gouverneur-generaal, 11 maart 1881).
- 1881. Huisorde van de Gouden Leeuw van Nassau (bij besluit van Z.M. de koning van 11 april 1881).
- 1882. Ridder Grootkruis der Orde van de Eikenkroon (Koninklijk Besluit. 6 januari 1882).

Frankrijk benoemde hem tot officier in de "Ordre l’Instruction Publique".